# علي كايا (قاتل متسلسل)
علي كايا (بالتركية: Ali Kaya) هو قاتل متسلسل تركي، ولد في 1980 في عنتاب في تركيا.